# Света смрт
Света смрт (шп. Santa Muerte) је мексички народни светац који у народном веровању представља отелотворење смрти. Следбеници култа Свете смрти су припадници Римокатоличке цркве, међутим Римокатоличка црква не признаје Свету смрт као свеца, и осуђује њено поштовање као богохуљење.

## Култ Свете смрти
Света смрт је често представљена као женски костур обучен у дуге хаљине, који носи косу и планету у руци. Следбеници култа Свете смрти не сматрају свој култ новом религијом већ народним веровањем католичких верника у Мексику. Пошто је слављење смрти било јако раширено у религијама домородачког становништва у Средњој Америци (посебно у астечкој религији), претпоставља се да је култ Свете смрти синкретизам домородачких религија и Римокатоличког хришћанства. Иако је култ постојао и раније, и обично је био повезан са мексичким народним празником Даном мртвих, до његове експанзије долази тек крајем 20. века. Осим у Мексику култ је раширен и међу Мексиканцима који живе у САД. Следбеници овог култа често долазе са друштвених маргина. Следбеници култа Свету смрт сматрају „заштитником грешника“.
Импровизовани олтари овог култа су пронађени дуж америчко-мексичке границе, и претпоставља се да су се ту кријумчари дроге молили Светој смрти као свом заштитнику.
Због веза са криминалцима, култ је добио негативну негативну конотацију у медијима, и често се приказује као религија криминалаца, међутим према извештавању Би-Би-Си-а следбеници култа се налазе и међу обичним људима, који се Светој смрти моле за заштиту од насиља.
Поједини католички свештеници култ описују као „ђавоље дело“, и следбенике култа оптужују за ритуално жртвовање људи.
Култ нема организовану хијерајхирску структуру, међутим било је покушаја да се организује као религија, када су неки људи себе покушали да прогласе за вође култа. Неки од њих су ухапшени због криминалних активности.
Амерички часопис Тајм је 2007. објавио чланак под називом "Santa Muerte: The New God in Town", у којем извештава о великој популарности Свете смрти међу омладином латиноамеричког порекла у САД.

## Број следбеника
Број следбеника овог култа није прецизно утврђен, медији спекулишу да се ради од неколико десетина хиљада до неколико милиона.

## Званичан став Римокатоличке цркве
Министар културе Ватикана је поштовање Свете смрти назвао „богохулним чином који не би требало да буде део ни једне религије“, и назвао постојање оваквог култа „дегенерацијом религије“.

## Ритуали
Ритуали везани за поштовање овог култа обично се састоје у клечању испред кипа, и паљењу свећа. Испред кипа се обично оставља новац или неко алкохолно пиће. У Мексико Ситију, екипа Националне географије забележила је и ритуалну употребу марихуане.